# Тугаєвське сільське поселення
Туга́євське сільське поселення (рос. Тугаевское сельское поселение) — муніципальне утворення у складі Комсомольського району Чувашії, Росія. Адміністративний центр — село Тугаєво.
Станом на 2002 рік існували Нижньотімерчеєвська сільська рада (присілки Верхнє Тімерчеєво, Нижнє Тімерчеєво) та Тугаєвська сільська рада (село Тугаєво, присілки Вотлани, Нові Мурати, Старі Вислі).

## Населення
Населення — 2341 особа (2019, 2831 у 2010, 2964 у 2002).

## Склад
До складу поселення входять такі населені пункти:
| Населений пункт             | Населення, осіб (2002) | Населення, осіб (2010) |
| --------------------------- | ---------------------- | ---------------------- |
| Верхнє Тімерчеєво, присілок | 444                    | 418                    |
| Вотлани, присілок           | 179                    | 198                    |
| Нижнє Тімерчеєво, присілок  | 387                    | 361                    |
| Нові Мурати, присілок       | 767                    | 707                    |
| Старі Вислі, присілок       | 605                    | 583                    |
| Тугаєво, село               | 582                    | 564                    |